# Thiesi
Thiesi är en ort och kommun i provinsen Sassari i regionen Sardinien i Italien. Kommunen hade 2 936 invånare (2017).